# Збіґнєв з Лапанова (єпископ Кам'янецький)
Збіґнєв з Лапанова (герб «Дружина»; помер близько 1423 або 1428) — католицький священник, єпископ- помічник Краківський, єпископ Луцький і Кам'янецький.

## Життєпис
Походив зі шляхетної родини герба «Дружина» з Лапанова в окрузі Щижицькій.
Був сином Збіґнєва, краківського мисливця та його першої дружини.
Мав чотирьох братів (один з них, Миколай теж був священником). Ймовірно, Збіґнєв завдячував своєю духовною кар'єрою сімейним впливам. Він був першим єпископом-помічником Кракова поза межами релігійного ордена.
Точна дата його призначення єпископом не відома. Відомо, що в 1395 Збіґнєв уже був суфраганом Краківським та титулярним єпископом Лаодікейським .
Збіґнєв, вже будучи єпископом, вів майнові суперечки зі своїми братами, які закінчились у 1397 угодом, внаслідок якої він заволодів Кобильцем та четвертою частиною села Сендовиці.
Незабаром Збіґнєв подав до суду на абата Могильського за межі володінь у селі Воля-Любецька та Сендовиці.
У 1402 Збіґнєв отримав схвалення від папи Боніфація IX на обитель у Ґдуві. Незважаючи на останню номінацію, Збіґнєв, ймовірно, покинув Краківську єпархію в 1402 році і перейшов доГалицької єпархії (формально залишався єпископом-помічником Краківським та ґданським священником).
Деякі джерела також згадують його як Луцького єпископа.
З 1414 по 1423 Збіґнєв співпрацював з єпископом Яном Жешовським у Львові (його навіть згадують як першогоєпископа-помічника Львівської єпархії, хоча Збіґнєв ніколи не отримував папської номінації на цю посаду).
У 1414 антипапа Іван XXIII призначив його ординарієм Кам'янецької єпархії, і цю посаду 20 серпня 1423 підтвердив папа Марцін V.
Будучи єпископом Кам'янецьким, Збіґнєв почав будувати Собор Св. Апостолів Петра і Павлда і доклав зусиль для благоустрою єпархії.
Помер після 1423, незабаром після затвердження папи, згадується як єпископ Кам'янецький до 1428.